# Pașkiv, Bahmaci
Pașkiv (în ucraineană Пашків) este un sat în comuna Bahmaci din regiunea Cernihiv, Ucraina.

## Demografie
Componența lingvistică a localității Pașkiv
     Ucraineană (100%)
Conform recensământului din 2001, toată populația localității Pașkiv era vorbitoare de ucraineană (100%).